# 新聞拡張団
新聞拡張団（しんぶんかくちょうだん）とは日本の新聞販売において、新聞社や新聞販売店とは別の組織で新聞の訪問勧誘を行う団体。新聞拡販団とも呼ばれる。

## 概要
新聞社や新聞販売店とは独立した組織である。通常、団長と呼ばれる人物が団員を統率し新聞販売店から委託を受けて新聞購読契約の勧誘のために地域住民宅を訪問する。契約を取った数に応じて新聞販売店から報酬を受け取る。新聞社から委託を受けている場合もあるが、多くの場合契約勧誘を行う新聞はその時その時の契約によって変わる。
強引な契約方法や、解約を巡るトラブルが多数発生している。基本的には恫喝や威圧による勧誘を迫る手法であり、過去には少女売春やピストルの密輸にまで手を出す新聞拡張団もあったり、新聞契約を断った会社員を絞殺して現金を奪うような事件も起きているが、新聞業界の「必要悪」としてその存在は今日まで受け継がれている。

## 新聞拡張団の問題行為
勧誘員が新聞契約という勧誘目的を秘匿して住人を訪問し、断りにくい状況にしたうえで契約を迫りトラブルになるケースが多い。日本では、新聞販売とは特定商取引に関する法律を始めとする各種法律、法令を無視した強引な勧誘・売り込みが横行しているとの認識があり、新聞拡張団がその担い手であるとの非難もあるが、新聞がその問題点について記事を掲載することは少ない。新聞の勧誘は暴力団の縄張りも関係することもあり、暴排条例が施行される以前から新聞拡張団と暴力団との関係を指摘する声もある。
新聞社および新聞販売店は、勧誘行為は外部団体（新聞拡張団のこと）に委託しているので関係ないという姿勢で臨みがちである。

## 過酷な団員の管理
団員についても、過酷な管理が行われ、失踪する団員が後を絶たないとされる。失踪した団員には懸賞金が掛けられ、業界内の新聞で指名手配される。新聞購読者が契約途中で解約した場合は、勧誘した団員の負担として成果報酬の給料から天引きされる。このため団長や団員間での暴力事件や殺人事件を含むトラブルが発生している。団員の定着率も悪く、違う拡張団に移ったり、短期間で離職する団員も多い。

## 用語
拡張
新聞購読の勧誘をする事。 セールス。
拡張員（張員）
拡張を生業とした人のこと。何処の新聞販売店にも属さない独立系の人。
拡張団
拡張員の集団。基本的に法人である。現在はフリーの拡張員は殆ど店に出入り出来ないらしい。
専拡（専業拡張員）
販売店のお抱え拡張員。
セールス証
社員証とも言う。新聞社から正式に拡張を認められた人物のみが持つ。これを持っていない拡張員は信用出来ない。ちゃんと認められた拡張団に所属する拡張員のみが持てるらしい。
拡材
「拡張材料」の略で拡張に使う材料、つまり洗剤などの景品。
景品法
ここでは拡材についての取り決めとしておく。景品法の改正で拡張に使える材料が、新聞購読料の何割までとハッキリ決められた。つまり拡材をばら撒く事が法律で禁止されたのである。これまでは新聞業界団体の自主規制のみの取り決めだったのだが、公正取引委員会の手が入り、法律で「拡材はこれしか出せない」と決められたので拡材の過剰なばら撒きは犯罪となる。これに違反すると販売店は営業停止（セールスの禁止）などのかなり厳しい裁きが下る。
読者モニター
他紙拡張に関する監視を目的として販売店が読者へ特にお願いしてなってもらうもの。具体的には他紙拡張員の拡材に関する違反を監視してもらう事になる。
カード
契約の事。契約書そのものの事を言うが、「カード」で「契約」の意味として通じる。
カード料
カードに対する報酬。シバリ＞起こし＞新勧と、その金額が変わる。
あがる
契約をとってくる事。
コンクール
新聞社がある一定の期間を設けて、その間にあがったカードについてカード料を上乗せしたり、枚数に応じて景品を出したりするもの。
プレミア
通常のカード料に上乗せされる報酬。コンクールや店独自で付く。
回収率
自らあげたカードから止めが出た場合、その止めをどれだけ回復できたかの率。交替も含まれる為、100%まで率を上げるのはかなり困難。
現読
現在新聞を購読している事。
過去読
過去に新聞を購読していた事。
無読
新聞を購読していない事。
新勧
新たに拡張してきた読者の事。つまり、過去その店で新聞を全く購読した事が無い人と契約してきた場合「新勧」と言う。
起こし
過去に新聞を購読していて、現在は購読していない（他社の新聞を購読している等）人と契約してくる事。
先起こし
現在の契約期間が終わった後他社と契約している読者の、その他社の契約期間が終わった更に後の契約をしてくる事。
シバリ（縛り）
現在の契約の延長をする事。
先シバリ（先縛り）
現在の契約の契約期間延長（シバってある）の更に先の契約期間延長をする事。
喰止め
当月切れのシバリ。
約切
契約期間が終了する（した）事。契約が切れた事。
入り
契約期間が始まる事（新聞を入れはじめる）。
不良カード
踏み倒された契約。契約したはずなのに「契約していない」と読者に言い張られたりした場合そうなる。
不良読者
金払いの悪い読者。
集金不良
集金が出来ない事。
固定読者
購読する新聞がずっと変わらない読者。
約なし固定（読者）
固定読者のうち、契約期間が定まっていないもの（読者）。
契約固定（読者）
固定読者のうち、契約期間が短期なり長期なりで定まってはいるが更改して購読し続けるもの（読者）。
交替読者
購読する新聞がころころ変わる読者。一回の契約が3ヶ月、6ヶ月、1年だったりする。
全戸台帳
契約の状況（契約期間、購読新聞の種類等）や個人情報（住所、電話番号）を配達順路通りに表記した台帳。過去の読者もすべて載っている。
S
サービスの略。月の途中から購読をはじめた場合、その月はサービス（無料）になる場合がある。
即入
契約した翌日から即新聞を入れる事。
セット
朝刊と夕刊を取る事。
転居通報
契約期間が残っていたり縛ってある（とにかく契約がある）読者が転居する際、その読者の引越し先が判明したら、引越し先の販売店にその読者の転居を通報する事。基本的にはFAXを用いる。こういう事を従業員が読者から聞き出し調べ購読の継続を狙う、または”引越し即日から新聞が入る”を謳い継読を促す（実際に入る）。
（転居）通報料
転居通報をした事に対する報酬。しかし通報の締め切り時期が案外早いのと、締め切りを過ぎたものについての通報と通報料がどうなるかが分かり難いので、毎年混乱し揉める。
ガサ
不良カードが多発したり、人の出入りが激しい地区、場所、アパート等。
マッチ箱
かなり古めの平屋の貸し家。インターホンが付いていない事が多い。
増紙
紙（契約件数）を増やす事。
てんぷら（カード）
架空のカード。
まるちょん（カード）
読者との信頼関係があって初めて成立する、従業員拡張員外交員の恣意なカード。てんぷらカードとは紙一重。
カツカン（喝勧）
拡張手段の1つ。脅して拡張する事。
ナキカン（泣勧）
拡張手段の1つ。泣きおとして拡張する事。
オキカン（置勧）
拡張手段の1つ。金品を無理矢理置いていく事。
内金
拡張員をまとめる団長や会長が一括して販売店からカード料を受け取りそれを拡張員に分配するのだが、1人に分配する分の内、当日払いするものを「内金」と言う。
残金
１人に分配する分の内、プールしておいて1月毎に支払われるものを「残金」と言う。不良カード等が発生した場合「残金」の中からカード料を弁償する事になる。「内金」と「残金」の割合は団や会によってかなり異なってくる。
まとめ
或る決めた数だけカードを増やすと出る報酬。店と団や会との交渉で決まる様子。例えば1ヶ月にカードを50増やすと店と約束し、50以上カードを取ってくるとXから金が出る。これが48や49までしかカードが増やせなかったとかとなると苦し紛れのてんぷらカードが出たりする。
忍者
てんぷらカードを乱発するだけして逃げてしまう人。
引っかけ
新聞社名を偽って拡張をする事。例として、現在購読している新聞（社、屋）のセールスマンを名乗る人物が、他紙のセールスマンを紹介して、その他紙セールスマン（を名乗る）人物に判子押してやってくれ等と言う事がある。実は2人とも他紙拡張員である。いわゆる詐欺。

## 背景
新聞拡張団のような団体が生まれ、様々な問題を引き起こしているにもかかわらず新聞社が根本的な対策をせずに今日までその構図が存続して新聞界の“必要悪”として根付いているのには以下のような背景があるとされる。
- 新聞購読者数は既に頭打ちとなっており、その限られた購読者数を多くの新聞社が奪い合う激しい販売競争の状態になっている[2][16]。
- 都市部は人の流出入が激しく、一定数の購読者が居てもその10%程度の新規購読者を毎月確保していかなければ、転出による契約減少によって購読者数を維持できないとされる[2]。
- 販売店は、広告の準備や新聞の配達、集金だけで手一杯であり、新規購読者の勧誘に割く時間がない事[2]。

## 勧誘の手口

### 訪問目的の秘匿
「お届け物です」などと宅配便の配達を装って勧誘する場合がある。他にも「近所の者ですが挨拶回りに伺いました」、「引っ越してきた者ですが挨拶に伺いました」などと近隣住民を装う手口や「この地域のリサイクル担当になりました。古新聞や古雑誌、不要な家電製品などありませんか?」などと資源・廃品回収業者を装う手口もある。特定商取引に関する法律の第3条には「販売業者又は役務提供事業者は、訪問販売をしようとするときは、その勧誘に先立って、その相手方に対し、販売業者又は役務提供事業者の氏名又は名称、売買契約又は役務提供契約の締結について勧誘をする目的である旨及び当該勧誘に係る商品若しくは権利又は役務の種類を明らかにしなければならない」とあるが、これらの行為は特商法を無視して広く行われている。

### 違法な景品の提供
「不当景品類及び不当表示防止法」（以下、景品表示法）の「新聞業における景品類の提供に関する事項の制限」には、新聞の契約時における景品は取引価格の100分の8または6か月分の購読料の100分の8のいずれか低い金額の範囲内にされるとあるが、これを超える量の景品を提供して契約を迫るケースがある。

### 長期契約の強要や解約時の景品返却要求
数年に渡る長期間の契約を求めるというケースも横行している。中には12年の長期契約を結ばされたケースも相談されている。また解約しようとすると、景品相当の現金を要求されたり、同じ景品を購入して返却するように求められる場合がある。9年間契約させられ、老人ホーム入居のため残り6年半で解約を申し出たところ、10万円近く景品代の全額を返却するように求められたケースもあった。1か月だけの契約という話だったのに、1か月後に解約しようとすると、最低でも3か月購読しないなら景品を返品しろと手のひらを反す。

### 長時間の居座り
新聞購読の意思がないことを伝えても長時間住人宅に居座り帰らないなど。「契約するまで毎日来るぞ」などの嫌がらせをして居座ったして団員が逮捕される事件も起こっている。

### 嘘の説明や同意を得ない契約書の作成
解約しようとすると、残期間分の新聞購読料として10万円支払わないと解約できないなどの虚偽説明を行う、1か月だけ購読という話で白紙の契約書にサインさせ、販売員の方で勝手に数年間にわたる契約と契約書に記入するというケースが知られている。アンケート調査だと偽って契約書にサインさせる、無料だと嘘をつき契約書にサインさせる、しつこい勧誘を止めるために形式上の契約書であると騙すなど。

## トラブルに巻き込まれる住人の傾向
全国消費生活情報ネットワーク･システムへの相談件数の統計では、年齢別では70歳代が最も多く、次いで80歳代、60歳代の順となっており、60歳以上が全体の半分以上を占めている。平均年齢は2003-2012年の9年間で15歳上昇し、61.7歳となっており、高齢者がターゲットになる傾向が見られる。男女比では男性が約40%、女性が約60%で圧倒的に女性の割合が高くなっている。ネット情報の普及により1人ぐらしの単身アパートでは新聞を契約してくれる住人がいないため、高齢者や家族向けアパートの住人、既に他紙を購読中の住人が狙われやすいとされる。

## 対策
国民生活センターは以下のように指導している。
- 「お届け物です」など、要件を偽って訪問してくることが多いので、玄関を開ける前に訪問の目的をよく確認する[6][17]。
- 新聞の購読意思がないときはキッパリと断る。「結構です」のような、承諾とも解釈できる答えをしない[6]。
- 意に反する契約を強要された場合には、遅滞なく特商法のクーリングオフ制度を利用する[6]。
- クーリングオフ期間を過ぎた場合でも、民法や消費者契約法によって契約を解除することが可能な場合もあるので、消費生活センターなどに相談する[6]。
- 長期間の契約を避ける[17]。
- 契約書に虚偽や空白がないか確認する[17]。
- 高額な景品は受け取らない[17]。

### 登録制度の導入
1993年、朝日・毎日・読売・日経・産経・東京の6新聞社によって新聞セールス近代化センター（2008年6月に、「新聞セールスインフォメーションセンター」と改称）が設立され、団員の登録が義務付けられるようになった。2005年現在で、前記6社の合計で9,486人の人員が登録されている。しかし、拡張団として審査・登録は容易で、団の人数、団長の本籍地、事務所の所在地などを記入した書類を提出するだけとなっている。

### 法人化の流れ
2000年代になり、それまでの新聞拡張団を法人化する動きが朝日新聞を筆頭に始まった。法人化された新聞拡張団は新聞業界では「セールスチーム」という呼び名が使われることもあるが実態は以前と変わっていないとされる。

### 国民生活センターの要望
国民生活センターや全国消費生活情報ネットワーク・システムにも、新聞の勧誘に関する相談は毎年多数寄せられている。平成12年に独立行政法人国民生活センターは日本新聞協会に要望を送ったが、その後も新しい手口の勧誘について相談が来るなど、新聞契約をめぐってのトラブルは継続している。その件数は全国消費生活情報ネットワーク・システムだけで平成15-25年の10年間、毎年1万件前後の件数になっており、日本新聞協会へ要望を送ったにもかかわらず減少傾向はみられない。平成25年にも国民生活センターは日本新聞協会および新聞公正取引協議会に事態を改善するように要望書を送っている。